# Râul Inoasa
Râul Inoasa este un curs de apă, afluent al râului Amaradia. 